# Belciana scorpio
Belciana scorpio är en fjärilsart som beskrevs av Anthony C. Galsworthy 1997. Belciana scorpio ingår i släktet Belciana och familjen nattflyn. Inga underarter finns listade i Catalogue of Life.